# Camille Urso

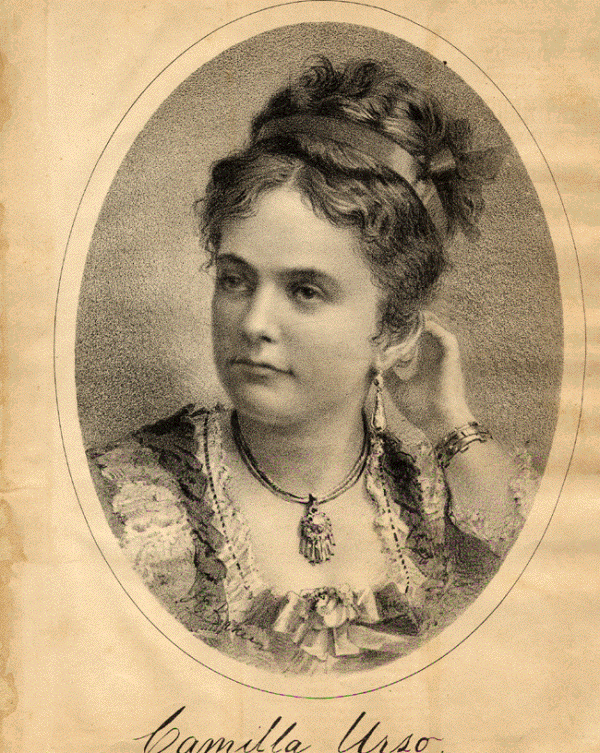
Camille Urso, c. 1860/1870

Camille Urso (Nantes, 1842-1902) fue una violinista francesa.

## Biografía
Urso fue hija de un flautista italiano (Salvador Urso) y una cantante francesa (Émilie Gérouard). Cuando tenía seis años, a pesar del escepticismo general acerca de su habilidad para dominar un instrumento "masculino", comenzó a tomar clases de violín. El éxito de su primer recital público un año después convenció a sus padres de su talento, y la familia se trasladó a París, donde estudió en su conservatorio. Se formó con Lambert Massart y, en 1853, participó en diferentes conciertos en Nueva York, Boston, Filadelfia y otras ciudades de Estados Unidos, especialmente exitosos con la contralto Marietta Alboni y la soprano Henriette Sontag. Regresó a Francia después de recorrer Canadá, y en 1866 volvió a visitar Nueva York. Posteriormente realizó diversas giras por Australia y Sudáfrica . En 1895 se estableció definitivamente en Nueva York y se encuentra enterrada en el cementerio de Green-Wood.